# Turkistan, Kazahstan
Turkistan (în kazahă Түркістан) este un oraș și centrul administrativ al provinciei Turkistan din Kazahstan, lângă râul Sîrdaria. Este situat la 160 km (100 mi) la nord-vest de Shymkent pe calea ferată Trans-Aral între Qyzylorda la nord și Tașkent la sud. Populația sa a crescut în zece ani de la 102.505 (conform recensământului din 1999) la 142.899 (conform recensământului din 2009). Cel mai important reper istoric și cultural al Turkistanului este Mausoleul lui Khoja Ahmed Yasawi, un sit al Patrimoniului Mondial UNESCO. Orașul este deservit de Aeroportul Internațional Äziret Sūltan.
În 2021, Turkistanul a fost proclamat de către Organizația Statelor Turce drept „Capitala spirituală a lumii turcești”. În același an, Turkistanul a fost desemnat ca una dintre primele zece destinații turistice din Kazahstan.

## Istorie
Turkistanul, unul dintre orașele istorice ale Kazahstanului, are o înregistrare arheologică care datează din secolul al IV-lea.
Orașul a apărut ca un centru comercial în urma declinului lui Otrar, un oraș antic cu rămășițe situate la sud-est, lângă Sîrdaria. Pentru o parte semnificativă a epocii medievale până la epoca modernă timpurie, a fost denumită Iasy sau Shavgar. În secolele XVI-XVII, a fost numit Turkistan sau Hazrat. Ambele nume provin din „Hazrat-i Turkistan”, care se traduce prin „Sfântul Turkistanului”. Acest titlu îl onorează pe Khoja Akhmet Yassawi⁠(d), un șeic sufit din Turkistan din secolul al XI-lea, care a trăit și este îngropat în oraș.
Datorită impactului său și în onoarea moștenirii sale, orașul a evoluat într-un centru semnificativ pentru creșterea spirituală și educația islamică pentru locuitorii stepei kazahe. În anii 1390, Timur, liderul turco-mongol și inițiatorul dinastiei timuride, a construit un impresionant mazar sau mausoleu cu cupolă deasupra locului de odihnă al lui Yassawi. Această structură este unul dintre cele mai notabile repere arhitecturale din Kazahstan. Până în 2006, imaginea sa a fost prezentată pe reversul bancnotelor țării.
Orașul se mândrește și cu alte repere istorice semnificative, cum ar fi o baie medievală și patru mausolee. Unul dintre acestea este dedicat lui Rabiya Sultan Begim, strănepoata lui Timur, în timp ce celelalte trei aduc un omagiu hanilor (conducători) kazahi.
Înainte de apariția rușilor din secolul al XIX-lea, Turkistanul era poziționat la granița dintre civilizația de oază perso-islamică stabilită din Transoxiana la sud și vasta întindere a stepelor kazahe la nord.
Între secolele al XVI-lea și al XVIII-lea, Turkistanul s-a impus drept capitală a hanatului kazah, devenind epicentrul politic al stepei kazahe. Cu toate acestea, pe măsură ce Imperiul Rus și-a extins cuceririle și a slăbit Hanatul Kazah, state mai mici din sud au fost copleșite. Până în 1864, generalul rus Verîovkin a cucerit Turkistanul de la Hanatul Kokand. Ulterior, sub stăpânirea rusă, a devenit parte a Oblastului Sîrdaria ca guvernator general al Turkistanului rus. După prăbușirea regimului țarist între 1917-1918, acesta s-a alăturat pentru scurt timp Republicii Socialiste Sovietice Autonome Turkestan. Ăn 1924, a devenit parte a Republicii Autonome Sovietice Socialiste Kazahă din Rusia sovietică.
La 19 iunie 2018, Shymkent a fost scos din provincia Kazahstanului de Sud și plasat direct sub guvernarea Kazahstanului. În același timp, Turkistanul a devenit centrul administrativ regional, iar regiunea a fost redenumită provincia Turkistan.
În 2021, s-a anunțat că primul oraș 5G va fi stabilit în Turkistan. Acest proiect urma să fie sponsorizat de Kcell⁠(d) și Ericsson.

### Pelerinaj

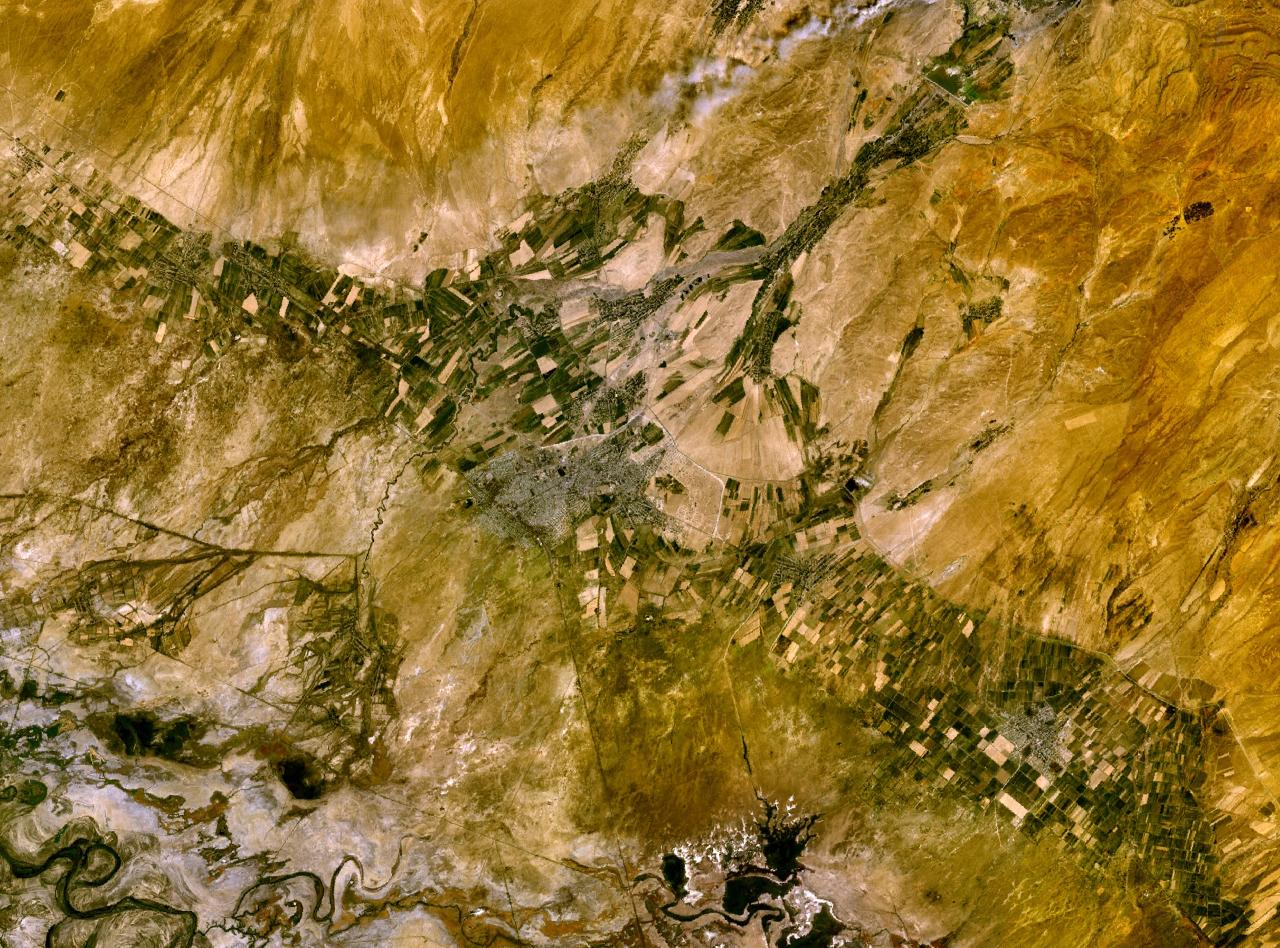
Fotografie din satelit a Turkistanului

Orașul atrage mii de pelerini. Conform tradiției locale, vizitarea Turkistanului de trei ori este asemănătoare cu un singur hajj la Mecca, un sentiment care se repetă în alte locuri venerate din întreaga lume musulmană. Un astfel de mare respect pentru Sfânt a făcut ca Turkistanul să fie numit a doua Mecca a Estului, influențând profund esența spirituală a comunității musulmane din Kazahstan.

## Demografie
Turkistanul a avut o populație de 165.000 de locuitori la recensământul din 2019. Populația a crescut cu 10% din 1989 până în 1999, devenind al doilea oraș cu cea mai rapidă creștere din Kazahstan, după noua capitală Astana.
Compoziția etnică a orașului este:
- kazahi – 52,5%
- uzbeci – 45,2%
- Alte grupuri etnice – 2,3%

Compoziția etnică a orașului conform recensământului din 1897 a fost: 
- total – 11.253
- uzbeci – 8.940 (79,4%)
- kazahi – 1.415 (12,5%)
- tătari – 506 (4,4%)
- ruși – 312 (2,7%)

În același timp, compoziția etnică a uezdului Chimkent (districtul Chimkent) care includea orașul Turkistan conform recensământului din 1897 a fost: 
- total – 285.059
- kazahi – 224.704 (78,8%)
- Sart⁠(d) (popor nenomad de iranieni, turci sau mongoli) – 32 043 (11,2%)
- uzbeci – 20.709 (7,2%)
- ruși – 6 443 (2,2%)
- tătari – 646 (0,2%)

## Turism
În 2021, Keruen-Saray, cel mai mare complex turistic din Asia Centrală, a fost deschis în Turkistan. Această atracție unică prezintă comercianți, artizani, un teatru zburător, un amfiteatru pentru spectacole ecvestre, un bazar, hoteluri, restaurante, un centru spa și de fitness, un cinema și un centru de divertisment pentru familie. 

## Transport
Transportul urban în Turkistan este format din autobuze și taxiuri.
Turkistanul este deservit de Aeroportul Internațional Hazrat Sultan. Este situat la 15 km (9,3 mi) NE de centrul orașului.

## Geografie și climă
La Turkistanul se poate ajunge cu trenul din Almatî, într-o călătorie de aproape 20 de ore. Călătoria rutieră de la cel mai apropiat aeroport din Shymkent durează aproximativ două ore.

Turkistanul are un climat semiarid rece (clasificare Köppen BSk) cu ierni scurte, reci și veri lungi, uscate și foarte calde. Marea majoritate a precipitațiilor anuale cad între sfârșitul toamnei și sfârșitul primăverii.
| Date climatice pentru Turkistan (1991–2020, extremes 1882–present) | Date climatice pentru Turkistan (1991–2020, extremes 1882–present) | Date climatice pentru Turkistan (1991–2020, extremes 1882–present) | Date climatice pentru Turkistan (1991–2020, extremes 1882–present) | Date climatice pentru Turkistan (1991–2020, extremes 1882–present) | Date climatice pentru Turkistan (1991–2020, extremes 1882–present) | Date climatice pentru Turkistan (1991–2020, extremes 1882–present) | Date climatice pentru Turkistan (1991–2020, extremes 1882–present) | Date climatice pentru Turkistan (1991–2020, extremes 1882–present) | Date climatice pentru Turkistan (1991–2020, extremes 1882–present) | Date climatice pentru Turkistan (1991–2020, extremes 1882–present) | Date climatice pentru Turkistan (1991–2020, extremes 1882–present) | Date climatice pentru Turkistan (1991–2020, extremes 1882–present) | Date climatice pentru Turkistan (1991–2020, extremes 1882–present) |
| Luna                                                               | Ian                                                                | Feb                                                                | Mar                                                                | Apr                                                                | Mai                                                                | Iun                                                                | Iul                                                                | Aug                                                                | Sep                                                                | Oct                                                                | Nov                                                                | Dec                                                                | Anual                                                              |
| ------------------------------------------------------------------ | ------------------------------------------------------------------ | ------------------------------------------------------------------ | ------------------------------------------------------------------ | ------------------------------------------------------------------ | ------------------------------------------------------------------ | ------------------------------------------------------------------ | ------------------------------------------------------------------ | ------------------------------------------------------------------ | ------------------------------------------------------------------ | ------------------------------------------------------------------ | ------------------------------------------------------------------ | ------------------------------------------------------------------ | ------------------------------------------------------------------ |
| Maxima medie °C (°F)                                               | 1.8 (35,2)                                                         | 5.4 (41,7)                                                         | 14.2 (57,6)                                                        | 22.2 (72)                                                          | 28.9 (84)                                                          | 34.6 (94,3)                                                        | 36.4 (97,5)                                                        | 35.2 (95,4)                                                        | 28.9 (84)                                                          | 20.8 (69,4)                                                        | 10.5 (50,9)                                                        | 3.2 (37,8)                                                         | 20,2 (68,4)                                                        |
| Media zilnică °C (°F)                                              | −2.9 (26,8)                                                        | −0.1 (31,8)                                                        | 7.4 (45,3)                                                         | 15.3 (59,5)                                                        | 21.8 (71,2)                                                        | 27.2 (81)                                                          | 29.0 (84,2)                                                        | 27.3 (81,1)                                                        | 20.7 (69,3)                                                        | 12.5 (54,5)                                                        | 4.2 (39,6)                                                         | −1.7 (28,9)                                                        | 13,4 (56,1)                                                        |
| Minima medie °C (°F)                                               | −7 (19,4)                                                          | −4.7 (23,5)                                                        | 1.6 (34,9)                                                         | 8.6 (47,5)                                                         | 14.3 (57,7)                                                        | 18.8 (65,8)                                                        | 20.4 (68,7)                                                        | 18.8 (65,8)                                                        | 12.2 (54)                                                          | 5.1 (41,2)                                                         | −1 (30,2)                                                          | −5.7 (21,7)                                                        | 6,8 (44,2)                                                         |
| Minima istorică °C (°F)                                            | −33.6 (−28.5)                                                      | −38.6 (−37.5)                                                      | −25 (−13.0)                                                        | −8.4 (16,9)                                                        | −2.8 (27)                                                          | 3.2 (37,8)                                                         | 6.4 (43,5)                                                         | 3.4 (38,1)                                                         | −5.5 (22,1)                                                        | −14.3 (6,3)                                                        | −31.8 (−25.2)                                                      | −33 (−27.4)                                                        | −38,6 (−37,5)                                                      |
| Precipitații mm (inches)                                           | 25 (0.98)                                                          | 26 (1.02)                                                          | 31 (1.22)                                                          | 23 (0.91)                                                          | 21 (0.83)                                                          | 8 (0.31)                                                           | 4 (0.16)                                                           | 2 (0.08)                                                           | 2 (0.08)                                                           | 12 (0.47)                                                          | 26 (1.02)                                                          | 26 (1.02)                                                          | 207 (8,15)                                                         |
| Umiditate [%]                                                      | 79                                                                 | 73                                                                 | 63                                                                 | 50                                                                 | 43                                                                 | 33                                                                 | 34                                                                 | 32                                                                 | 36                                                                 | 51                                                                 | 69                                                                 | 79                                                                 | 54                                                                 |
| Nr. mediu de zile ploioase                                         | 5                                                                  | 6                                                                  | 8                                                                  | 8                                                                  | 7                                                                  | 4                                                                  | 2                                                                  | 1                                                                  | 2                                                                  | 4                                                                  | 7                                                                  | 6                                                                  | 60                                                                 |
| Nr. mediu de zile cu ninsoare                                      | 7                                                                  | 6                                                                  | 2                                                                  | 0.3                                                                | 0                                                                  | 0                                                                  | 0                                                                  | 0                                                                  | 0                                                                  | 0.3                                                                | 2                                                                  | 5                                                                  | 23                                                                 |
| Ore însorite                                                       | 138                                                                | 155                                                                | 199                                                                | 247                                                                | 337                                                                | 382                                                                | 401                                                                | 383                                                                | 315                                                                | 248                                                                | 167                                                                | 122                                                                | 3.094                                                              |
| Sursa nr. 1: Погода и Климат (Weather and Climate)                 |                                                                    |                                                                    |                                                                    |                                                                    |                                                                    |                                                                    |                                                                    |                                                                    |                                                                    |                                                                    |                                                                    |                                                                    |                                                                    |
| Sursa nr. 2: NOAA (sun, 1961–1990)                                 |                                                                    |                                                                    |                                                                    |                                                                    |                                                                    |                                                                    |                                                                    |                                                                    |                                                                    |                                                                    |                                                                    |                                                                    |                                                                    |

## Orașe înfrățite
- Afyonkarahisar, Turcia[15]
- Keçiören⁠(d), Turcia[16]
- Shusha⁠(d), Azerbaidjan[17]